# МКС-30
МКС-30 — тридцятий довготривалий екіпаж Міжнародної космічної станції. Робота почалася 21 листопада 2011 року, і була завершено 27 квітня 2012 року.

## Екіпаж
| Посада        | З листопада 2011                       | З грудня 2011                          |
| ------------- | -------------------------------------- | -------------------------------------- |
| Командир      | Деніел Крістофер Бербенк (3), НАСА     | Деніел Крістофер Бербенк (3), НАСА     |
| Бортінженер 1 | Шкаплеров Антон Миколайович (1), РКА   | Шкаплеров Антон Миколайович (1), РКА   |
| Бортінженер 2 | Іванишин Анатолій Олексійович (1), РКА | Іванишин Анатолій Олексійович (1), РКА |
| Бортінженер 3 |                                        | Кононенко Олег Дмитрович (2), РКА      |
| Бортінженер 4 |                                        | Андре Кейперс (2), ЄКА                 |
| Бортінженер 5 |                                        | Доналд Рой Петтіт (3), НАСА            |

ДжерелоНАСА

## Події
Робота екіпажу почалася з відбуття 21 листопада 2011 екіпажа МКС-28/29 на борту корабля «Союз ТМА-02М». Майже п'ять з половиною тижнів МКС-30 складався з трьох чоловік, до прильоту «Союз ТМА-03М» 23 грудня 2011 року з рештою членів екіпажу.

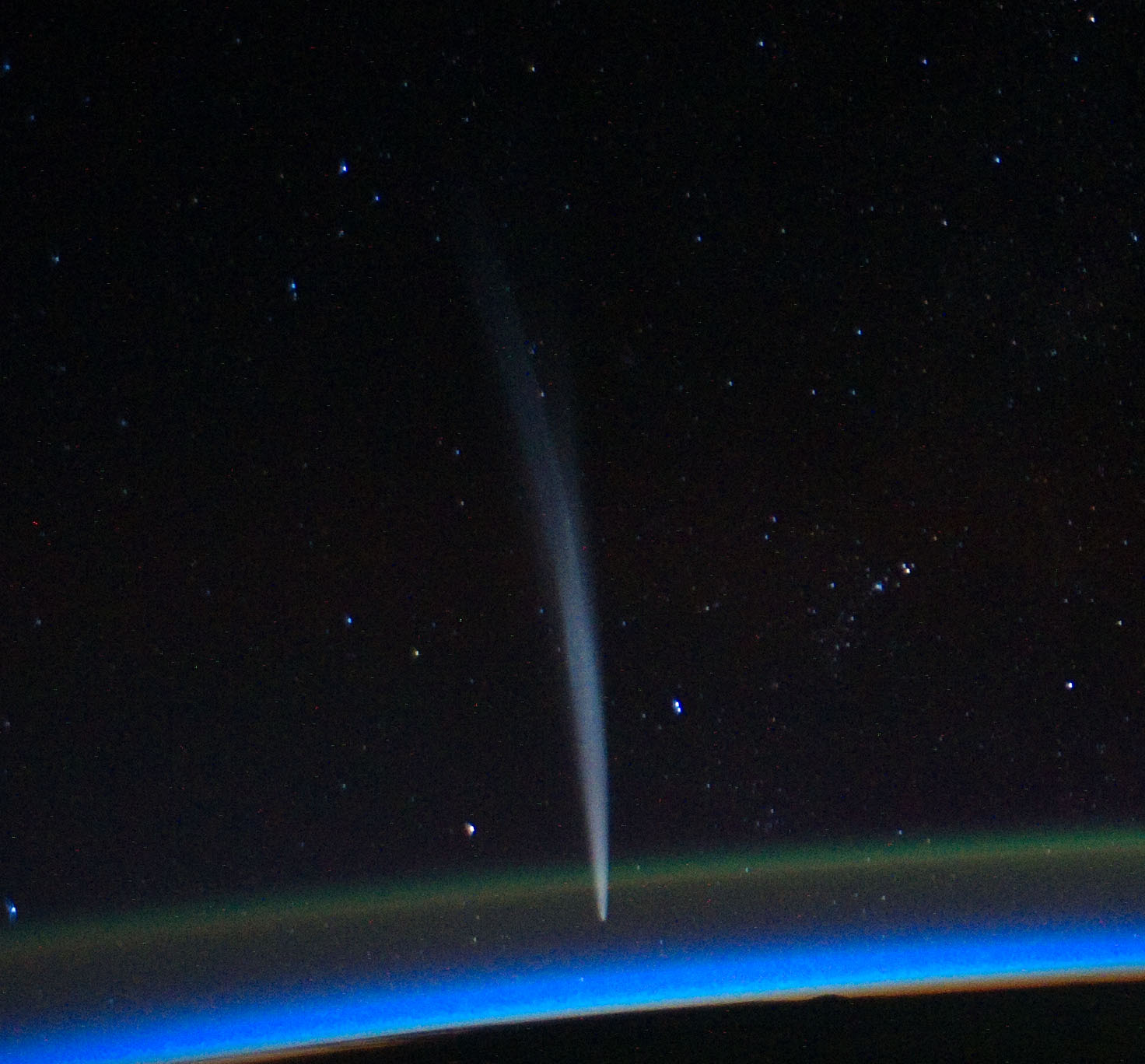
Комета C/2011 W3 (Лавджоя) з борту МКС. 21 грудня 2011.

21 грудня командир експедиції Ден Бербенк проводив спостереження за проходженням комети C/2011 W3 (Лавджоя). Комета пролетіла через сонячну корону, за 120 000 км над поверхнею, і з'явилася знову, що означало її більший діаметр — приблизно 500 м
На початку січня 2012 року, з'ясувалося, що запуск космічного корабля «Союз ТМА-04М», який повинен був доставити наступний екіпаж до Міжнародної космічної станції відкладається, оскільки спусковий апарат корабля не пройшов випробувань на герметичність у барокамері. Роботи екіпажу МКС-30 тим самим подовжилась на один місяць.
Наприкінці січня 2012 року на станцію прибув транспортний вантажний космічний корабель «Прогрес М-14М», що доставив на МКС більше 2600 кг різних вантажів, екіпаж займався обслуговуванням операцій при стикуванні і частковим розвантаженням корабля.
16 лютого космонавти Антон Шкаплеров і Олег Кононенко вийшли у відкритий космос для виконання планових робіт, у які входили перенесення вантажної стріли зі стикувального відсіку «Пірс» на модуль «Пошук» і два експерименти.